# معركة كامبو تينيسي
دارت معركة كامبو تينيسي يوم 10 مارس 1806 بين الفيلق الثاني في جيش نابليون النابوليتاني تحت قيادة الجنرال رينير والجيش النابوليتاني الملكي تحت قيادة الجنرال داماس. في أعقاب القرار الذي اتخذه الملك فرديناند الرابع من نابولي وصقلية بالتحالف مع الائتلاف الثالث ضد نابليون والنصر الحاسم على الحلفاء في معركة أوسترليتز، أعلن نابليون نهاية حكم البوربون في جنوب إيطاليا. أعلن أخاه جوزيف ملكاً على نابولي، وبالتالي غزا الفرنسيون مملكة نابولي في فبراير 1806 (الغزو الثاني خلال 7 سنوات). سقطت نابولي في 15 شباط / فبراير وبحلول آذار / مارس صمدت فقط قلعة جايتا وكالابريا حيث تحصن جيش نابولي.